# Port lotniczy Penggung
Port lotniczy Penggung (IATA: CBN, ICAO: WICD) – port lotniczy położony na wyspie Penggung, w prowincji Jawa Zachodnia, na Jawie, w Indonezji.